# Vologès II
|  | Per a altres significats, vegeu «Vologès II de Pàrtia». |

Vologès II o Valarsaces fou rei d'Armènia. Bona part dels historiadors el suposen fill i successor de Sanatrug al que hauria succeït vers el 197. Els historiadors armenis en canvi li diuen Valarsaces (Valarsh) i el fan fill de Tigranes (probablement el mateix personatge que Pacoros d'Armènia) i situen el seu regnat vers 178 a 198; en aquest darrer any hauria mort en una batalla contra els khàzars prop de Derbent.
Una tercera teoria proposada per Toumanoff el fa un part fill del gran rei Vologès IV de Pàrtia, que amb el suport del seu pare hauria intentat disputar el poder a Armènia a Sohemus vers 180/185 a 191. El 189, a la caiguda del rei Hamazasp II en una revolta, hauria imposat al tron d'Ibèria a Rev I d'Ibèria que havia tingut amb la seva esposa, germana del rei Hamazasp II d'Ibèria, i poc després, al pujar al tron de Pàrtia (191) hauria cedit Armènia al seu fill Khosrow I. Estaria casat amb una filla de Pharsman III d'Ibèria de la que va tenir almenys un fill; Vologès va tenir altres fills però no consta de quina mare. Christian Settipani, que no reconeix Vologès V com el mateix personatge que Vologès II d'Armènia ni com l'ancestre dels arsàcides d'Ibèria li atorga tres fills. Segons Toumanoff els seus fills foren:
- Vologès VI, co-rei dels Parts ;
- Artabà V, co-rei dels Parts ;
- Khosrow I o Còsroes I, rei d'Armènia ;
- Rev I d'Ibèria, rei d'Ibèria o Kartli.

Pel seu possible regnat com Vologès V de Pàrtia vegeu aquest article.